# UVS in het seizoen 1961/62
Het seizoen 1961/1962 was het zevende en laatste jaar in het bestaan van de Leidense betaaldvoetbalclub UVS. De club kwam uit in de Tweede divisie en eindigde daarin op de 15e plaats, hiermee degradeerde de club rechtstreeks naar het amateurvoetbal. Tevens deed de club mee aan het toernooi om de KNVB beker, hierin werd de club in de derde ronde, na strafschoppen, uitgeschakeld door ZFC (1–1).

## Wedstrijdstatistieken

### Tweede divisie
|       | Baronie | EDO   | De Graafschap | Helmondia '55 | LONGA | N.E.C. | Oldenzaal | PEC   | RCH   | Roda Sport | Tubantia | Velox | Zwartemeer | Zwolsche Boys |
| ----- | ------- | ----- | ------------- | ------------- | ----- | ------ | --------- | ----- | ----- | ---------- | -------- | ----- | ---------- | ------------- |
| Thuis | 2 – 1   | 0 – 1 | 1 – 0         | 0 – 0         | 1 – 1 | 3 – 2  | 3 – 0     | 2 – 0 | 2 – 1 | 1 – 2      | 0 – 3    | 1 – 2 | 2 – 0      | 1 – 2         |
| Uit   | 4 – 1   | 2 – 0 | 1 – 1         | 2 – 1         | 2 – 2 | 2 – 1  | 2 – 1     | 3 – 2 | 1 – 0 | 1 – 1      | 1 – 1    | 4 – 1 | 1 – 0      | 4 – 0         |

### KNVB beker
| 1e ronde                                             | UVS                                     | 2 – 0 (1 – 0)                                  | EDO                                       |
| 21 oktober 1961 Plaats: Leiden Kikkerpolder          | Wim van Kampen 30' Koos van Weerlee 47' |                                                |                                           |
| 2e ronde                                             | Alkmaar '54                             | 2 – 3 (2 – 2)                                  | UVS                                       |
| 31 maart 1962 Plaats: Alkmaar Gemeentelijk Sportpark | Tibor Lőrincz 30' Henk Tijm 40'         |                                                | 10' George Breitner 23', 55' Jan Kluivers |
| 3e ronde                                             | UVS                                     | 1 – 1 (1 – 1, 0 – 1) ZFC wint na strafschoppen | ZFC                                       |
| 29 april 1962 Plaats: Leiden Kikkerpolder            | Han Verhoeks 53'                        |                                                | Ton van der Linden                        |

## Statistieken UVS 1961/1962

### Eindstand UVS in de Nederlandse Tweede divisie 1961 / 1962
| Stand | Gespeeld | Gewonnen | Gelijk | Verloren | Punten | Doelpunten voor | Doelpunten tegen |
| ----- | -------- | -------- | ------ | -------- | ------ | --------------- | ---------------- |
| 15e   | 28       | 7        | 6      | 15       | 20     | 31              | 45               |

### Topscorers
| #              | Naam                  | Goal |
| -------------- | --------------------- | ---- |
| 1.             | Wim van Kampen        | 8    |
| 2.             | George Breitner       | 5    |
| 2.             | Jan Verhoeven         | 5    |
| 4.             | Cees van Leeuwen      | 4    |
| 5.             | Piet van der Lippe    | 2    |
| 5.             | Koos van Weerlee      | 2    |
| 7.             | Gerard Duwel          | 1    |
| 7.             | Freek Filippo         | 1    |
| 7.             | Jan Kluvers           | 1    |
| 7.             | Han Verhoeks          | 1    |
| Eigen doelpunt |                       |      |
| –              | Toon Mijling (N.E.C.) | 1    |
| Totaal         | Totaal                | 31   |

| #      | Naam             | Goal |
| ------ | ---------------- | ---- |
| 1.     | Jan Kluivers     | 2    |
| 2.     | George Breitner  | 1    |
| 2.     | Wim van Kampen   | 1    |
| 2.     | Han Verhoeks     | 1    |
| 2.     | Koos van Weerlee | 1    |
| Totaal | Totaal           | 6    |

## Voetnoten
Baronie · EDO · De Graafschap · Helmondia '55 · LONGA · N.E.C. · Oldenzaal · PEC · RCH · Roda Sport · Tubantia · UVS · Velox · Zwartemeer · Zwolsche Boys